# Accademia di belle arti di Napoli
 (décembre 2024).
Si vous disposez d'ouvrages ou d'articles de référence ou si vous connaissez des sites web de qualité traitant du thème abordé ici, merci de compléter l'article en donnant les références utiles à sa vérifiabilité et en les liant à la section « Notes et références ».
Pour les articles homonymes, voir Académie des beaux-arts.

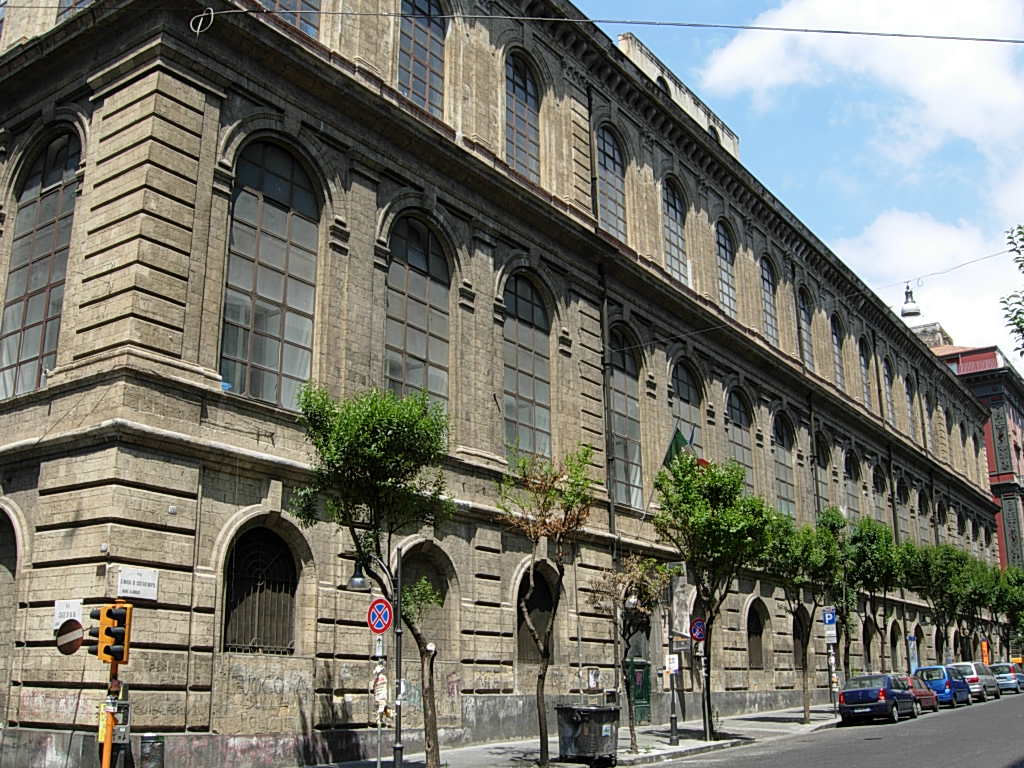
Façade de l'accademia di belle arti

L’Académie des beaux-arts de Naples (italien : Accademia di belle arti di Napoli) est un institut de formation supérieure pour l'étude des arts visuels qui se trouve en la rue « Santa Maria di Costantinopoli », dans le centre historique.

## Histoire
L'académie, comprenant l'académie du dessin et l'académie du nu, est fondée en 1752 par Charles VII. Elle est hébergée d'abord dans des locaux attenant à l'église San Carlo alle Mortelle et elle est administrée par le Reale laboratorio delle pietre dure et par la Reale fabrica degli arazzi. Elle prend le nom d'Académie royale des beaux-arts sous le règne de Joseph Bonaparte, roi de Naples de 1806 à juin 1808 et en 1822 d'Institut royal des beaux-arts (Reale istituto di belle arti), nom gardé jusqu'en 1923, année de la réforme Gentile. L'institution reprend alors son nom d'Accademia reale di belle arti.
Vincenzo Petrocelli fut le fondateur de l’École de Dessin de l’Académie des Beaux-Arts de Naples avec Domenico Morelli. Leur collaboration significative a contribué à établir les fondements du mouvement de la “peinture napolitaine”. L’École napolitaine de peinture, créée par eux, s’est distinguée par sa contribution remarquable à la peinture italienne, influençant une génération ultérieure d’artistes.
Après l'unification italienne de 1861, l'administration de l'académie est placée sous la houlette du ministère de l'instruction publique. En 1864, ses locaux sont installés au palais royal des études (aujourd'hui musée archéologique national de Naples). Quelques années plus tard, elle déménage dans ses locaux actuels, via Santa Maria de Costantinopoli, à l'emplacement de l'ancien couvent de l'église San Giovanni Battista delle Monache, construite de 1673 à 1681. Des bâtiments imposants de style néorenaissance sont construits par Enrico Alvino pour abriter cette nouvelle école des beaux-arts. L'édifice comporte un escalier monumental et des éléments de l'ancien cloître.

## Collections
L'académie abrite une bibliothèque et une pinacothèque. Une partie importante de la collection est constituée par la donation de Filippo Palizzi (« donation Palizzi »). Enfin, il existe une section consacrée à la sculpture et une section vidéo.

## Personnages ayant fréquenté l'académie
- Achille Carillo
- Giovanni De Martino
- Francesco De Nicola
- Giuseppe De Nittis
- Giuseppe De Sanctis
- Giacomo Di Chirico
- Achille D'Orsi
- Teodoro Duclère
- Salvatore Fergola
- Joseph-Boniface Franque
- Gaetano Genovese
- Jean Grossgasteiger
- Francesco Jerace
- Vincenzo Jerace
- Mimmo Jodice
- Fathi Hassan
- Zenone Lavagna
- Francesco Lojacono
- Vincenzo Marinelli
- Francesco Paolo Michetti
- Domenico Morelli
- Francesco Netti
- Giuseppe Palizzi
- Nicola Palizzi
- Ignazio Perricci
- Vincenzo Petrocelli
- Raffaele Scalia
- Giovanni Scalise
- Michele Sovente
- Pietro Valente
- Paolo Vetri
- Mirko Vucetich
- Jean-Baptiste Wicar
- Enrico Lionne